# Топал, Мехмет
Мехме́т Топа́л (тур. Mehmet Topal; род. 3 марта 1986[…], Малатья) — турецкий футболист, опорный полузащитник; тренер. Выступал за сборную Турции.

## Карьера
Начал карьеру футболиста в клубе «Чанаккале Дарданелспор», который тогда выступал в Первой (второй по уровню) лиге Турции. После того как в 2006 году клуб выбыл во Вторую лигу, Мехмет перешёл в «Галатасарай». Дебютировал в составе стамбульского клуба 9 сентября 2006 года в игре против «Денизлиспора»; 12 сентября впервые сыграл в Лиге чемпионов в матче против «Бордо». К концу сезона 2006/07 стал регулярно попадать в основной состав. Но летом 2007 года «Галатасарай» приобрёл шведского полузащитника Тобиаса Линдерота, и Мехмет снова выпал из состава. В октябре 2007 года Линдерот получил тяжёлую травму, и Топал успешно заменил его в основном составе, к концу сезона став одним из лидеров команды.
Выступал за молодёжные сборные Турции. В первой сборной дебютировал 6 февраля 2008 года, заменив Эмре Белёзоглу на 78 минуте товарищеского матча против команды Швеции, закончившегося со счётом 0:0. Участвовал в чемпионате Европы 2008, на котором сыграл 4 матча.
Мехмет Топал покинул расположение турецкого клуба «Фенербахче» по соглашению двух сторон.

## Достижения
Галатасарай
- Чемпион Турции: 2007/08
- Обладатель Суперкубка Турции: 2008

Фенербахче
- Чемпион Турции: 2013/14
- Обладатель Кубка Турции: 2012/13
- Обладатель Суперкубка Турции: 2014

Сборная Турции
- Бронзовый призёр чемпионата Европы 2008